# Grinding Stone
Grinding Stone es el álbum debut del guitarrista norirlandés de blues rock y hard rock Gary Moore, publicado en 1973 por CBS Records. El guitarrista fundó la banda The Gary Moore Band después de dejar Skid Row, pero mantuvo su contrato con el sello CBS. Como no estaba seguro de que dirección darle a su carrera, el álbum terminó presentando una variedad de estilos, como blues, jazz, jazz fusión, funk y música latina, aunque predomina el blues rock y el hard rock. Además, empleó diversos tipos de interpretaciones como el uso de dobles armonías de guitarras y el slide.
Para formar la banda, Moore contrató al bajista John Curtis y al baterista Pearse Kelly, mientras que Frank Boylan (bajo), Philip Donnelly (guitarra rítmica) y Jan Schelhaas (teclados) figuraron como músicos invitados. Tras su lanzamiento, el guitarrista separó la agrupación para unirse a Thin Lizzy, en reemplazo de Eric Bell.

## Comentarios de la crítica
Grinding Stone recibió críticas mixtas por parte de la prensa especializada, la gran mayoría de ellas concluyeron que era una producción muy ecléctica. Lars Lovén, de AllMusic, mencionó que es uno de los más olvidados de su carrera, pero bastante único e interesante ya que ese eclecticismo no se volvería a ver más tarde. Además, concluyó que era un disco «más creativo que la mayoría del blues rock británico escuchado en 1973». La revista estadounidense Billboard señaló que era una buena mezcla de rock y blues y nombró a «Sail Across the Mountain» como la mejor pista. Hugh Fielder, de Classic Rock, le dio dos estrellas de cinco posible y lo llamó una producción «sin identidad clara». Guitar World lo consideró un «fracaso», mientras que MusicRadar dijo que a pesar de que no obtuvo un impacto comercial, poseía «un gran trabajo de guitarra».

## Lista de canciones
Todas las canciones escritas por Gary Moore.

| N.º | Título                     | Duración |  |
| 1.  | «Grinding Stone»           | 9:42     |  |
| 2.  | «Time to Heal»             | 6:22     |  |
| 3.  | «Sail Across the Mountain» | 6:59     |  |
| 4.  | «The Energy Dance»         | 2:29     |  |
| 5.  | «Spirit»                   | 17:16    |  |
| 6.  | «Boogie My Way Back Home»  | 5:38     |  |

## Músicos
- Gary Moore: voz y guitarra líder
- Frank Boylan: bajo
- John Curtis: bajo
- Philip Donnelly: guitarra rítmica
- Jan Schelhass: teclados
- Pearse Kelly: batería y percusión